# Sân bay Lộ Kiều Thai Châu
Sân bay Lộ Kiều Thai Châu (tiếng Trung: 台州路桥机场) (IATA: HYN, ICAO: ZSLQ), tên cũ Sân bay Lộ Kiều Hoàng Nham (tiếng Trung: 黄岩路桥机场), là một sân bay lưỡng dụng dân dụng quân sự phục vụ Thai Châu, Chiết Giang, Trung Quốc. Sân bay nằm ở Lộ Kiều, 20 km từ trung tâm thành phố. Năm 2010, sân bay này phục vụ 616.861 lượt khách và 5.483 tấn hàng.

## Các hãng hàng không và tuyến bay
Các hãng sau có tuyến bay sân bay Lộ Kiều Thai Châu
| Hãng hàng không        | Các điểm đến              |
| ---------------------- | ------------------------- |
| Air China              | Bắc Kinh-Thủ đô           |
| Chengdu Airlines       | Thành Đô, Vũ Hán, Chu Hải |
| China Eastern Airlines | Quảng Châu                |
| Kunming Airlines       | Trường Sa, Côn Minh       |
| Shenzhen Airlines      | Quảng Châu, Thâm Quyến    |